# 盧里 (拉希夫區)
48°3′51″N 24°26′19″E / 48.06417°N 24.43861°E
盧里（烏克蘭語：Луги），是烏克蘭的村落，位於該國西部外喀爾巴阡州，由拉希夫區負責管轄，始建於1947年，面積1.45平方公里，海拔高度652米，2001年該村落人口1,008。